# Paramamoea
Paramamoea es un género de arañas araneomorfas pertenecientes a la familia Amphinectidae. Se encuentra en Nueva Zelanda.

## Especies
Según The World Spider Catalog 12.0:
- Paramamoea aquilonalis Forster & Wilton, 1973
- Paramamoea arawa Forster & Wilton, 1973
- Paramamoea incerta Forster & Wilton, 1973
- Paramamoea incertoides Forster & Wilton, 1973
- Paramamoea insulana Forster & Wilton, 1973
- Paramamoea pandora Forster & Wilton, 1973
- Paramamoea paradisica Forster & Wilton, 1973
- Paramamoea parva Forster & Wilton, 1973
- Paramamoea urewera Forster & Wilton, 1973
- Paramamoea waipoua Forster & Wilton, 1973